# Apprescindere
Apprescindere è stato un programma televisivo italiano di intrattenimento in onda tra il 2010 e il 2012 su Rai 3, condotta da Michele Mirabella con Elsa Di Gati e successivamente con Eva Crosetta.
La trasmissione raccontava come sono gli italiani e come sono cambiati dall'unità d'Italia fino ad oggi. I temi erano discussi insieme ad ospiti noti. All'interno del programma erano presenti servizi filmati per completare l'analisi dei tratti caratteriali degli italiani scoprendo come i loro comportamenti sono visti e interpretati dai bambini, dagli stranieri che vivono in Italia e, se esistono, differenze tra Nord e Sud.
Ogni venerdì Mirabella e Pino Strabioli cercavano di far capire come lo spettacolo ha sempre raccontato l'Italia e gli italiani.
La sigla del programma era tratta da una parte della colonna sonora dei film di Don Camillo con Fernandel e Gino Cervi. A maggio 2012 chiuse per far posto a settembre al nuovo programma condotto da Elsa Di Gati Codice a barre.